# Леополд I (Щирия)
Вижте пояснителната страница за други личности с името Леополд I.
Леополд I Смели (на немски: Leopold I, Liutpold, der Tapfere, der Starke, † 26 октомври 1129) от род Отакари от Траунгау, е маркграф на Щирия от 1122 до 1129 г.

## Биография
Той е син на Отокар II († 1122) и на Елизабет Австрийска († 1107/11) от род Бабенберги, дъщеря на маркграф Леополд II и Ида Австрийска.
Леополд I се жени през 1123 или 1124 г. за София Баварска († ок. 1145) от фамилята Велфи, вдовицата на херцог Бертхолд III фон Церинген († 1122), дъщеря на баварския херцог Хайнрих Черния и Вулфхилда Саксонска. Тя е леля на император Фридрих Барбароса.
Той е главен наследник на херцог Хайнрих III от Каринтия († 1122), последният от Епенщайните и братовчед на баща му. Леополд основава през 1129 г. цистерцианския манастир Рейн при Грац. Когато умира син му Отокар е на 4 години и София управлява дълги години Щирия.

## Деца
Леополд I и София Баварска имат децата:
- Отокар III (1125 – 1164), маркграф на Щирия (1129 – 1164), женен пр. 1146 г. за Кунигунда фон Фобург († 1184)
- Елизабет (1124 – 1138), омъжена 1. пр. 1128 г. за граф Рудолф II фон Щаде († 1144); 2. за херцог Хайнрих V фон Каринтия († 1161)
- Маргарета († 1138)
- Кунигунда († 1177), омъжена за граф Ото II фон Пургщал († 1192)

## Галерия
- София Баварска (ок. 1510)
- Маркграф Леополд Смели (и синът му) предава учредителния документ на манастир Рейн